# Балик
 Тази статия е за болярина Балик.  За едноименното село вижте Балик (село).  
Архонт Балик (на латински: Balik; на гръцки: Μπαλίκας; † 1347) е средновековен болярин (fl ок. 1320/1325 – 1347), основател на т.нар. Добруджанско деспотство (също Карвунско деспотство, а по-късно – княжество).
През втората четвърт на 14 век, след падането на Тертеровата династия през 1322 г., Балик постепенно обособява от Търновското царство територията на Карвунската хора (дн. Добруджа) и създава свое феодално деспотство със седалище главния град на областта – Карвуна (дн. Балчик), от чието име впоследствие градът придобива настоящото си наименование.
Изследователите приемат, че Балик е потомък именно на Тертеровци и че областта около Карвуна е дадена на баща му или на него самия като апанаж.
Известно е, че през 1346 г. византийската императрица Анна Савойска иска от добруджанския деспот помощ срещу узурпатора Йоан VI Кантакузин. Балик изпраща войска от 1000 души, водена от братята му Теодор и Добротица, но тя претърпява поражение. През 1347 г. Умур бег от Айдън предприема по нареждане на император Йоан V Палеолог битка по Черно море против Добруджа, в която Балик и брат му Теодор умират.
След смъртта на Балик негов наследник като управител на деспотството е брат му Добротица, а столицата е преместена в Калиакра.
Град Балчик носи името на деспота, като в сегашната си форма това име е видоизменено от Балик през турски език в „Балчик“, както градът е известен от векове.